# Йоахим Льов
Йоахим „Йоги“ Льов (на немски: Joachim Löw) е германски треньор по футбол и бивш футболист.

## Ранни години
Льов е роден на 3 февруари 1960 в Шьонау. 

## Футболна кариера
Като футболист Льов играе в Шьонау, Айнтрахт (Фрайбург), Фрайбург (три пъти), Щутгарт, Карлсруе, Шафхаузен, Винтертур (и треньор на юношите), Фрауенфелд (като играещ треньор). Играе 4 мача за младежкия национален отбор на Германия, 52 мача в Бундеслигата (7 гола) и 252 мача във Втора Бундеслига (81 гола). 
Играе във Фрайбург от 1978 до 1980 г. във Втора Бундеслига. Преминава в Щутгарт, където изиграва четири мача в Първа Бундеслига в рамките на сезона. Следва една година в Айнтрахт Франкфурт преди да се върне във Фрайбург. През сезон 1984/85 играе в Карлсруе, след което се връща отново във Фрайбург. Играе в швейцарските Шафхаузен и Винтертур, където приключва кариерата си на футболист през 1995 г. 

## Треньорска кариера
Стилът му е определян като перфекционист, който се стреми към подобрение на играта постоянно. 
Треньор е на юношите на Винтертур (и играч), Фрауенфелд (играещ треньор), Щутгарт (помощник-треньор и треньор), Фенербахче, Карлсруе, Аданаспор, Тирол (Инсбрук), Аустрия (Виена) и националния отбор по футбол на Германия (помощник-треньор и треньор). 

### Щутгарт
През 1995 г. е поканен за помощник-треньор на Щутгарт от тогавашния треньор Ролф Фрингер. През август 1996 г. Фрингер напуска и бива наследен от Льов.  Остава в Щутгарт до 1998 г.  През 1997 г. печели Купата на Германия  и играе финал за Купата на носители на национални купи срещу Челси, който губи с 0:1. 

### Фенербахче, Карлсруе, Аданаспор
През сезон 1998/99 е треньор на Фенербахче Истанбул. 
През сезон 1999/2000 е треньор на Карлсруе. Отборът печели само един от 18 мача и завършва последен във Втора Бундеслига. 
През 2000 г. става треньор на турския клуб Аданаспор.  Там е треньор на българските футболисти Здравко Здравков, Ивайло Петков и Росен Кирилов и е определян като „треньорът-джентълмен“. 

### Тирол Инсбрук и Аустрия Виена
Печели първенството на Австрия с Тирол Инсбрук през сезон 2001/02. 

## Национален отбор на Германия
През 2004 г. Йоахим Льов става помощник-треньор в националния отбор по футбол на Германия, в щаба на Юрген Клинсман.  Става треньор на националния отбор по футбол на Германия на 12 юли 2006 г., след Световното първенство в Германия. Заменя Юрген Клинсман. Първоначално подписва договор за две години.  Подкрепен е от капитана Михаел Балак и вратаря Оливер Кан.  Заплатата му е 2,5 млн. евро годишно.  Печели първите си пет мача като треньор на отбора, което е рекорд за треньор на националния отбор на Германия. 
Льов води отбора до полуфинал на четирите големи първенства от 2008 до 2012 г. 

### Европейско първенство 2008
Отборът на Германия се класира за европейското първенство четири кръга преди края на квалификациите – непостигано постижение в историята на отбора дотогава.  Преди първенството отборът е сочен за фаворит от букмейкъри и анализатори. 
Германия започва турнира с победа над Полша с 2:0, играейки с трима нападатели. Победата е първа за отбора на европейски първенства от 1996 г.  Във втория мач отборът губи от Хърватия с 1:2.  В последния мач от групата Германия побеждава Австрия безлично и по този начин се класира за четвъртфиналите.  По време на мача с Австрия Льов е изгонен и е наказан да не ръководи отбора в четвъртфиналния мач срещу Португалия. 
В четвъртфинала Германия побеждава Португалия с 3:2 в мач, в който отборът играе по-добре, отколкото предполага резултатът.  Отборът на Льов играе полуфинал срещу Турция, който печели с 3:2. Отборът търпи критики за слабата си защита и печели с гол в последната минута. С победата си Германия се класира на шести финал на европейско първенство по футбол (три спечелени през 1972, 1980 и 1996 г. и два загубени през 1976 и 1992 г.).  Във финала срещу Испания, Германия губи с 0:1. 

### Световно първенство 2010
На световното първенство в ЮАР Германия играе защитно и с контра-атаки. Този стил на игра спомага за победите на Англия и Аржентина.  Германия завършва на трето място след като губи от Испания на полуфинала с 0:1.  Льов и 23-мата играчи са наградени с орден от президента на страната Кристиан Вулф. 

### Европейско първенство 2012
При започването на квалификациите за европейското първенство през 2012 г. футболистите на германския национален отбор по футбол и Йоахим Льов поставят като цел титлата от европейското първенство.  През 2011 г. преподписва договора си с националния отбор до 2014 г.  Отборът на Германия печели всичките десет квалификационни срещи. 

### Световно първенство 2014
На световното първенство 2014, националния отбор по футбол на Германия, с треньор Йоахим Льов, печели 1. място след мач на финала с Аржентина. Мачът приключва с резултат 1:0 за германците. Германия става световен шампион по футбол за 4-ти път.

### Европейско първенство 2016
На европейското първенство през 2016 във Франция Германия отново достига полуфинала,където се изправя срещу отбора на домакините. Преди да достигне дотам сразява Словакия с 3:0 и постига победа над Италия чрез дузпи (1:1 в редовното време). На полуфинала губи с 0:2.

## Спонсорство
От 2008 г. Льов има спонсорски договор с „Байерсдорф“ и е рекламно лице на марката „Нивеа“. 

## Личен живот
Живее във Фрайбург. Женен за Даниела. 